# Pedro Edgardo Giachino
Pedro Edgardo Giachino (Mendoza, 28 de mayo de 1947-Puerto Argentino, 2 de abril de 1982) fue un militar argentino, infante de marina, perteneciente a la Armada, primer muerto en acción en la Guerra de Malvinas.

## Biografía
Realizó sus estudios primarios y secundarios en Mendoza. Ingresó a la Armada Argentina el 3 de febrero de 1964 y se recibió de guardiamarina de Infantería de Marina el 30 de diciembre de 1967.
El primer destino de Giachino fue el Batallón de Infantería de Marina N.º 5 de Río Grande. Allí se desempeñó como jefe de Sección de Tiradores y segundo jefe de Compañía.
Giachino obtuvo el título de escalador militar en la Escuela de Tropas de Montaña del Ejército de Bariloche.
En febrero de 1968 realizó un curso de comandos para infantes de marina en Tierra del Fuego, y quedó destinado al Batallón de Infantería de Marina N.º 5. En 1970 hizo el curso de Reconocimiento Anfibio y en 1971 el de Comandos para Personal Superior en la Escuela de Infantería del Ejército Argentino, completando su formación como comando anfibio al calificarse como paracaidista militar en la IV Brigada de Infantería Aerotransportada de Córdoba.
A fines de 1975 fue ascendido a teniente de navío.
Después, fue jefe de una compañía de tiradores en el Batallón de Infantería de Marina N.º 1. Posteriormente ocupó el cargo de jefe de operaciones de la Agrupación Comandos Anfibios y más tarde el de ayudante del jefe de Operaciones e Inteligencia de la Fuerza de Apoyo Anfibio. El 31 de diciembre de 1981 asumió su último cargo: segundo comandante del Batallón de Infantería de Marina N.º 1.
En 2010, Alfredo Molinari, un exsubordinado de Giachino, presentó una denuncia judicial ante un juez federal de Santiago del Estero sobre sus actividades realizadas mientras tuvo grado militar (entre 1975 y 1979). Durante la misma declaró que en 1977, en un centro de detención clandestino en la ciudad de Zárate (provincia de Buenos Aires), Giachino le ordenó matar a un detenido encapuchado, esposado y de rodillas. Molinari dice que por negarse, fue reprendido, arrestado y degradado.
En el año 1976, cuando ocurrió el golpe de Estado que dio inicio a la dictadura cívico-militar, Giachino fue el encargado de la vigilancia y seguridad de la Base Naval de Mar del Plata, y su oficina estaba al lado del destacamento de buzos tácticos, lugar que funcionó como un centro clandestino de detención, por ende, podría sospecharse que Giachino conociese lo que sucedía, por ser jefe de tal pelotón. Por ese lugar habrían pasado aproximadamente 500 detenidos-desaparecidos. Exconscriptos declararon que cuando llegaban los autos del grupo de tareas de la Base Naval, manejaban un tarjetón naranja que los identificaba, pero además tenían que anunciar los apellidos de las personas que traían detenidas. Control que realizaba el Pelotón de Vigilancia y Seguridad con todos los autos que entran a la Base Naval.

## Recuperación de las islas Malvinas y fallecimiento

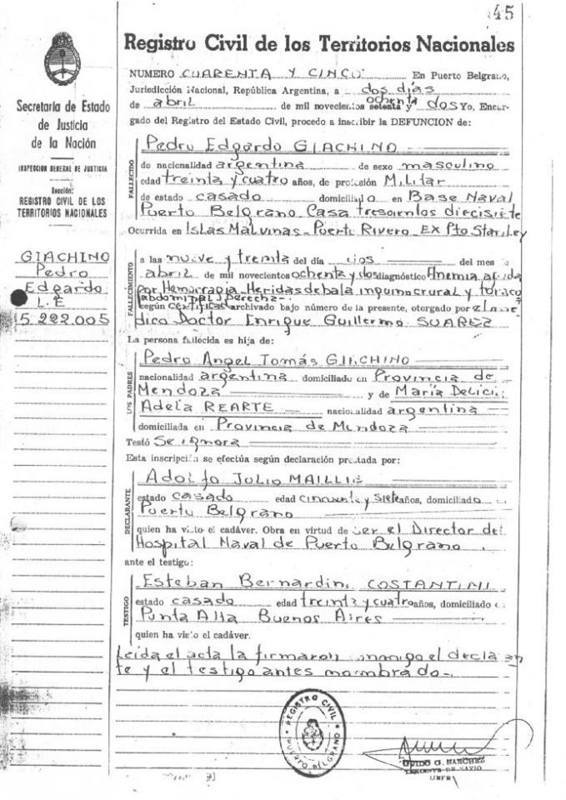
Acta de defunción de Giachino, donde se lee «Puerto Rivero, Ex Pto. Stanley».

En las operaciones de recuperación de las Malvinas, Giachino fue jefe de una patrulla de Comandos Anfibios y Buzos Tácticos que desembarcó el 1 de abril de 1982 durante la noche, en una playa al sur de Puerto Argentino.
Cuando comandaba una patrulla de comandos anfibios que asediaba la casa del gobernador británico de las islas, resultó herido por un proyectil que le atravesó la arteria femoral y le provocó la muerte horas después, cuando era atendido en el Hospital de Puerto Argentino.. Su segundo, el teniente de fragata Diego García Quiroga, quiso sacarlo de la línea de fuego siendo también herido de gravedad. Un cabo enfermero intentó rescatar a los dos tenientes, siendo también herido.
Los infantes de marina británicos creyeron que los atacaba una fuerza de 200 infantes, cuando en realidad la patrulla de Giachino estaba compuesta por 16 comandos.
En el acta de defunción de Giachino, Puerto Argentino figura como Puerto Rivero. Dicho nombre, en honor al Gaucho Rivero, apareció en el año 1966 cuando una operación denominada Operativo Cóndor intentó tomar las islas. La localidad permaneció con ese nombre los primeros días de abril de 1982, reemplazando a Puerto Stanley.
Ha sido objeto de acusación de violaciones de los derechos humanos, ya que varios detenidos desaparecidos sobrevivientes lo reconocieron como un represor en la Base Naval Mar del Plata y en un centro de detención clandestino en la ciudad de Zárate durante la última dictadura cívico-militar argentina.
Por ese lugar habrían pasado aproximadamente 500 detenidos-desaparecidos. Exconscriptos declararon que cuando llegaban los autos del grupo de tareas de la Base Naval, manejaban un tarjetón naranja que los identificaba, pero además tenían que anunciar los apellidos de las personas que traían detenidas. Control que realizaba el Pelotón de Vigilancia y Seguridad con todos los autos que entran a la Base Naval.
Posteriormente trascendió que un exdetenido en la Base Naval de Mar del Plata declaró que fue torturado por el propio Pedro Edgardo Giachino. Giachino ya había sido mencionado por testigos en juicios anteriores, como en el Juicio por la Verdad en 2001, pero había caído en la guerra de Malvinas, por lo que nunca se llevó a cabo una investigación direccionada hacia él ni se solicitó su legajo.

## Condecoraciones y homenajes
Giachino recibió de manera póstuma la Cruz al Heroico Valor en Combate, la máxima condecoración militar de la República Argentina. También fue ascendido post mortem al rango de capitán de fragata de Infantería de Marina.
En los fundamentos 

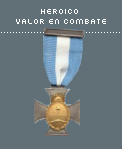
Cruz la Nación Argentina al Heroico Valor en Combate

Además fue declarado «héroe nacional» por la ley 24 950 promulgada el 3 de abril de 1998, y modificada por la ley 25.424 promulgada el 10 de mayo de 2001, junto con otros combatientes argentinos fallecidos en la guerra de las Malvinas.
Fue sepultado con honores militares en el panteón de la Base Naval Puerto Belgrano, pero por pedido expreso de su hija de 13 años al presidente Raúl Alfonsín, sus restos fueron trasladados al Cementerio de la Loma, en Mar del Plata.
Una calle del barrio Presidente Illia, entre las arterias Agustín de Vedia y Camilo Torres y Tenorio, de la capital de la Argentina lleva su nombre desde 1994, en virtud de la ordenanza municipal 47.451 de la ciudad de Buenos Aires.
En su honor una escuela de Lanús (en el Gran Buenos Aires) lleva su nombre  y Giachino, de Carlos Longoni y el periodista Nicolás Kasanzew.
La península Giachino, en la isla Soledad (Malvinas), homenajea su memoria. y una baliza en la provincia de Buenos Aires, también lleva su nombre.
Su madre, María Delicia Rearte de Giachino, escribió un libro titulado Cada día un dos de abril en recuerdo a la fecha en que falleció su hijo, y también elaboró numerosos artículos dedicados a combatir el llamado proceso de desmalvinización que prosiguió a la guerra de 1982.[cita requerida] Tenía una participación muy activa en actos y conmemoraciones y en muchas oportunidades fue homenajeada, la llamaban "La Mamá de Malvinas". Falleció el 23 de julio de 2022 a los 99 años.

## Participación en el terrorismo de Estado
Mientras revistaba en la Escuela de Oficiales de la Armada, Giachino dejó asentados dos deseos: «Ocupar un puesto que me permita intervenir activamente en la lucha contra la subversión» y «efectuar el curso de guerra subversiva en la Escuela de las Américas de Panamá».
En 2010, Alfredo Molinari, un exsubordinado de Giachino, presentó una denuncia judicial ante un juez federal de Santiago del Estero sobre sus actividades realizadas mientras tuvo grado militar (entre 1975 y 1979). Durante la misma declaró que en 1977, en un centro de detención clandestino en la ciudad de Zárate (provincia de Buenos Aires), Giachino le ordenó matar a un detenido encapuchado, esposado y de rodillas. Molinari dice que por negarse, fue reprendido, arrestado y degradado.
En el año 1976, cuando ocurrió el golpe de Estado que dio inicio a la última dictadura cívico-militar en Argentina, Giachino fue el encargado de la vigilancia y seguridad de la Base Naval de Mar del Plata, y su oficina estaba al lado del destacamento de buzos tácticos, lugar que funcionó como un centro clandestino de detención, por ende, podría sospecharse que Giachino conociese lo que sucedía, por ser jefe de tal pelotón. Por ese lugar habrían pasado aproximadamente 500 detenidos-desaparecidos. Exconscriptos declararon que cuando llegaban los autos del grupo de tareas de la Base Naval, manejaban un tarjetón naranja que los identificaba, pero además tenían que anunciar los apellidos de las personas que traían detenidas. Control que realizaba el Pelotón de Vigilancia y Seguridad con todos los autos que entran a la Base Naval.
Posteriormente trascendió que un exdetenido en la Base Naval de Mar del Plata declaró que fue torturado por el propio Pedro Edgardo Giachino. Giachino ya había sido mencionado por testigos en juicios anteriores, como en el Juicio por la Verdad en 2001, pero había caído en la guerra de Malvinas, por lo que nunca se llevó a cabo una investigación direccionada hacia él ni se solicitó su legajo.
En junio de 2011, el Concejo Deliberante de la ciudad de Mar del Plata retiró el retrato de Giachino del recinto, lo cual contó con el apoyo de algunos excombatientes y la crítica de otros. El retiro del retrato había sido solicitado en diversas ocasiones por organismos de derechos humanos que conforman la «Comisión Permanente por la Memoria, la Verdad y la Justicia».
Posteriormente, una detenida desaparecida declaró que fue torturada e interrogada por el propio Giachino, y un sobreviviente de la ESMA lo señaló como integrante de un Grupo de Tareas y autor de diversos delitos.
Según una ex detenida, Pedro Giachino fue jefe del Pelotón Vigilancia y Seguridad de la Base Naval de Mar del Plata cuando allí funcionaba un centro clandestino de detención, y su nombre está expresamente mencionado en los testimonios aportados en los juicios por la verdad en los que se juzgó y juzga a genocidas. Gutiérrez también indicó, en su declaración testimonial como víctima del terrorismo de Estado que realizó en la Fiscalía Federal N.º 2 de Mar del Plata el 17 de noviembre de 2011, que Giachino "fue visto y su nombre escuchado en las mesas de tortura, desde donde se lo identifica como parte integrante y directivo de los grupos de tareas de la Base Naval de esa ciudad, donde secuestraron e interrogaron a militantes, algunas de ellas mujeres embarazadas, integrantes de organizaciones políticas y sociales, entre ellos militantes del Peronismo de Base".